# جان ماسکر
جان ماسکِر (انگلیسی: John Musker؛ زادهٔ ۸ نوامبر ۱۹۵۳) انیماتور، کارگردان فیلم، فیلم‌نامه‌نویس و تهیه‌کننده فیلم آمریکایی است. او اغلب با ران کلمنتس همکاری می‌کند و بیشتر به خاطر نویسندگی و کارگردانی فیلم‌های استودیو انیمیشن والت دیزنی شناخته شده‌است.

## زندگی شخصی
ماسکر با گیل ازدواج کرده است. آنها پسران دوقلو به نام‌های جکسون و پاتریک و یک دختر به نام جولیا دارند.

## آثار کارگردانی
- کاراگاه موش بزرگ - ۱۹۸۶
- پری دریایی کوچولو - ۱۹۸۹
- علاءالدین - ۱۹۹۲
- هرکول - ۱۹۹۷
- سیاره گنج - ۲۰۰۲
- شاهزاده خانم و قورباغه - ۲۰۰۹
- موانا - ۲۰۱۶

## جوایز
- وی برندهٔ جایزه آنی شده‌است.